# Carl Philipp Fohr

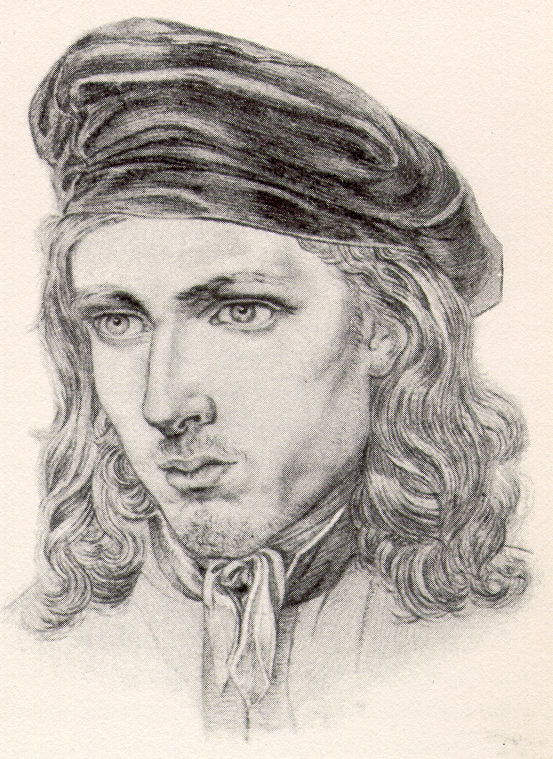
Fohr op 22-jarige leeftijd, Carl Barth

Carl Philipp Fohr  (Heidelberg, 26 november 1795 – Rome, 29 juni 1818) was een Duits landschapsschilder uit de tijd van de romantiek.

## Leven en werk
Fohr was als kunstschilder aanvankelijk autodidact. In 1811 verhuisde hij naar Darmstadt, waar zijn talent ontdekt werd aan het Hessense hof. Hij leerde prinses Wilhelmina van Baden kennen die hem financieel ondersteunde. Hij studeerde vervolgens een tijd lang aan de Kunstacademie van München en reisde in 1815 te voet naar Italië. Daar sloot hij zich korte tijd aan bij de Nazareners en raakte bevriend met Peter von Cornelius, Philipp Veit en Friedrich Overbeck. Hij deelde in Rome een atelier met landschapsschilder Joseph Anton Koch, die zijn werk sterk zou beïnvloeden. Uiteindelijk zou hij een duidelijk eigen romantische stijl ontwikkelen en richtte hij zich vooral op landschapstaferelen.
Bekendheid kreeg hij ook met zijn groepsportret van Duitse kunstenaars in het Café Greco te Rome.
Op 29 juni 1818 verdronk Fohr bij het zwemmen in de Tiber.

## Galerij

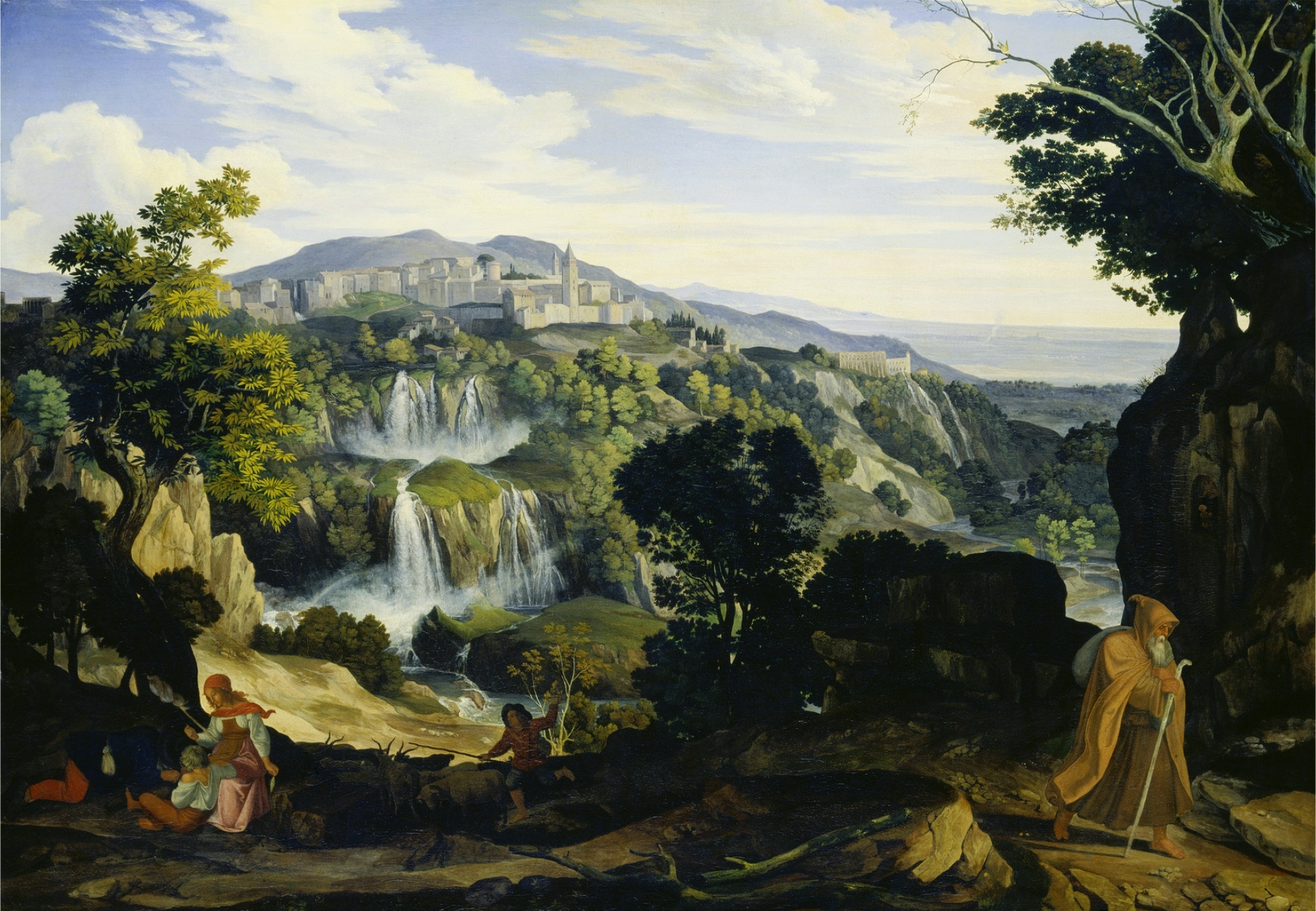
De watervallen van Tivoli
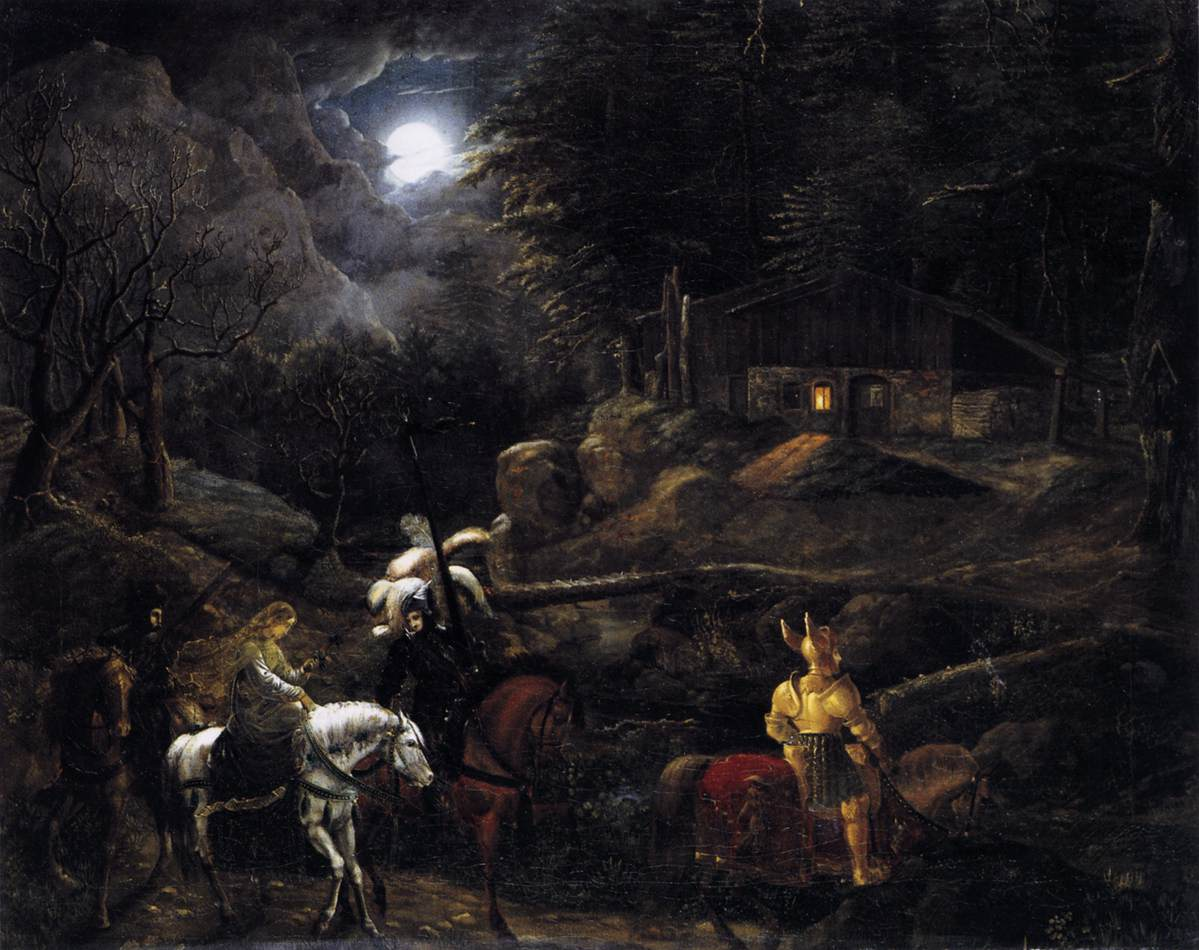
Knight before the Charcoal Burner's Hut, 1816
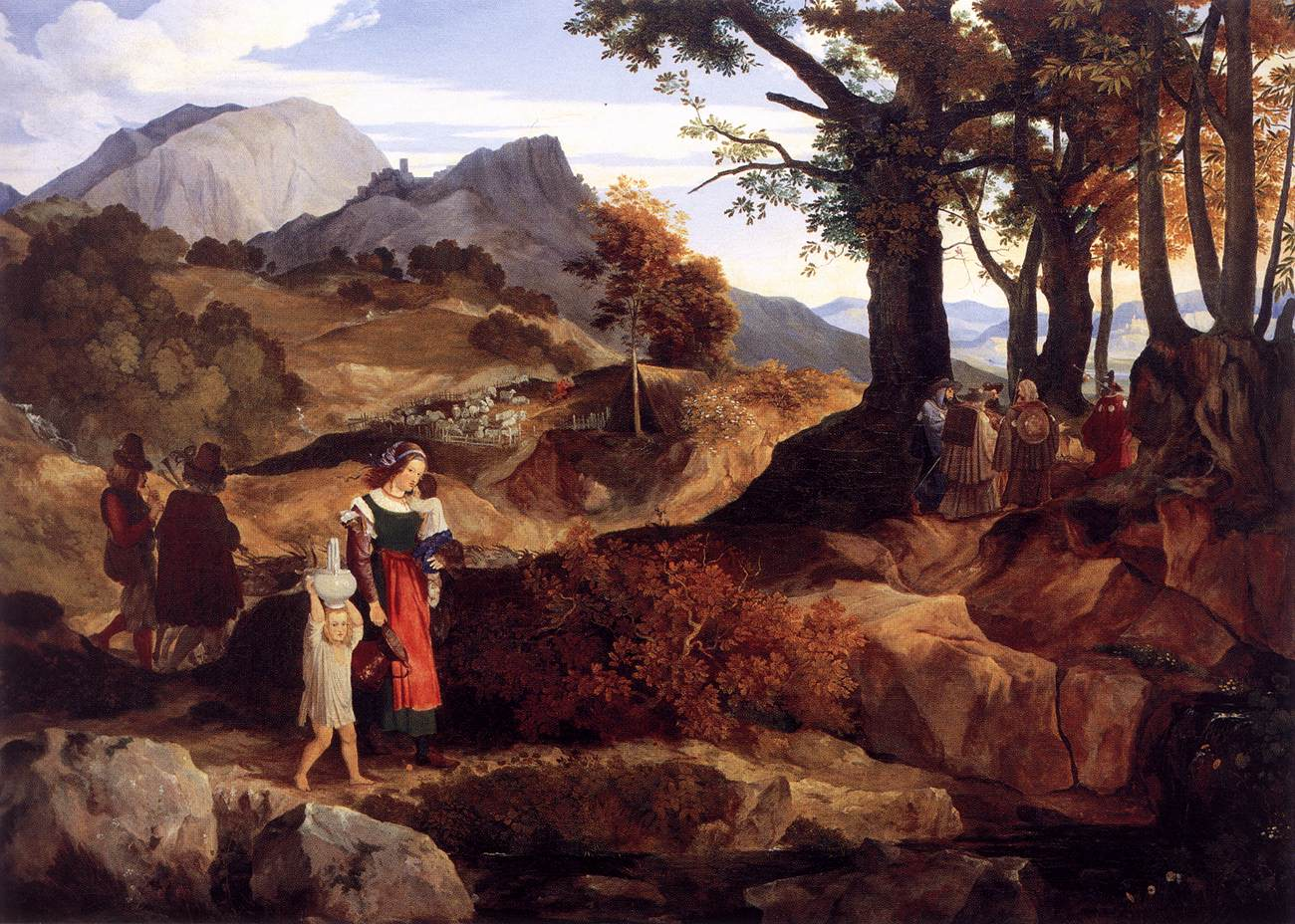
Ideal Landscape near Rocca Canterana, 1818
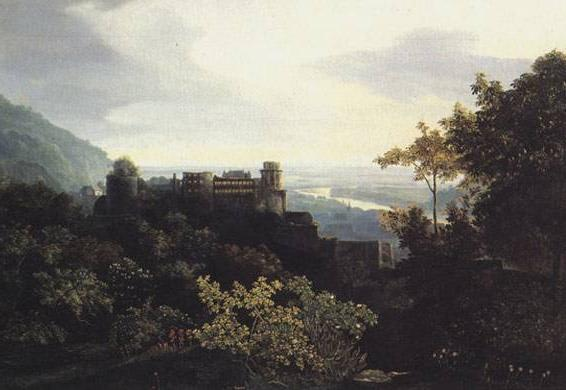
Castle Heidelberg and town viewed from the East, 1815
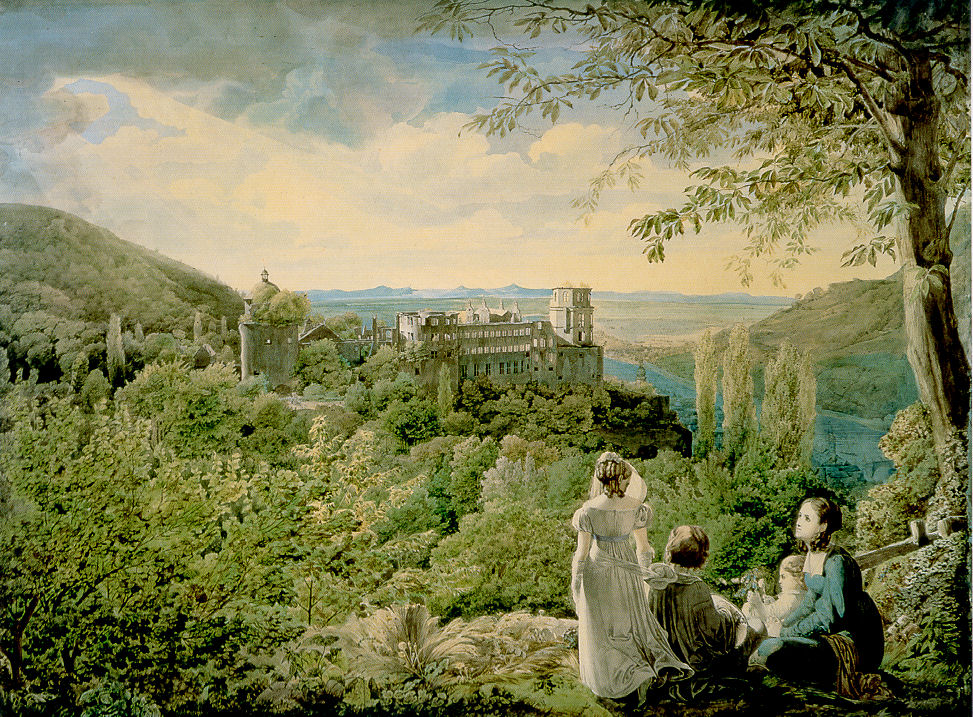
Heidelberger Schloss, 1815
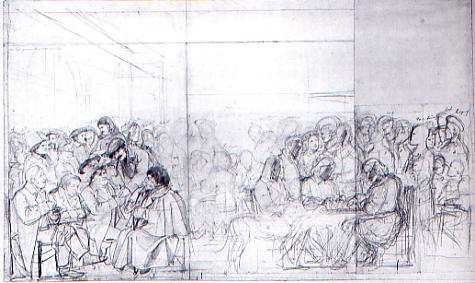
Die Künstler im Antico Caffè Greco, 1818; links de landschapsschilders, rechts de Nazareners, met in het midden Overbeck